# La promessa (Friedrich Dürrenmatt)
La promessa è un romanzo giallo di Friedrich Dürrenmatt, pubblicato nel 1958, che inizialmente fu scritto dall'autore svizzero come sceneggiatura per il film Il mostro di Mägendorf di Ladislao Vajda.

## Trama
Un ex comandante di polizia racconta a uno scrittore, che ha tenuto una conferenza sul romanzo poliziesco, che la realtà in cui si trovano a operare i veri poliziotti è molto diversa dagli intrecci e dalle soluzioni inventate dagli autori. 
Il comandante inizia a raccontare di un suo ex investigatore, il migliore, il commissario Matthäi, gelido e infallibile. La vicenda risale ad una decina di anni prima. Un ambulante scoprì per caso un delitto raccapricciante: Gritli Moser, una bambina di sette anni, era stata barbaramente uccisa in un bosco. I sospetti della polizia e dei cittadini caddero subito sull'ambulante, sospetti rafforzati, oltre che da certi precedenti, da alcune coincidenze.
Matthäi, molto turbato di fronte al dolore dei genitori della vittima, promise di trovare l'assassino della giovane, una promessa che gli avrebbe cambiato radicalmente la vita. Matthäi non era per nulla convinto della colpevolezza dell'ambulante, ma non venne creduto. Un collega ambizioso e altezzoso, dopo un estenuante interrogatorio, riuscì a strappare un'ammissione di colpevolezza all'indiziato, che si impiccò non appena incarcerato. Caso risolto per tutti tranne Matthäi. 
Matthäi era, in quei giorni, in procinto di trasferirsi all'estero per assumere un incarico molto prestigioso, ma proprio prima di imbarcarsi ebbe un ripensamento e non partì, causando non pochi imbarazzi internazionali e facendogli perdere il posto al commissariato. Alla base della rinuncia stava la promessa fatta e la convinzione che l'assassino avrebbe colpito ancora.
Da comune cittadino, per quanto si adoperasse nella ricerca del criminale, Matthäi non riuscì a trovare quasi niente. Aveva però una certezza: si trattava di un assassino seriale, e un disegno della giovane vittima lo ritraeva, molto alto, alla guida di una grande macchina nera straniera. Un giorno, per caso, parlando con dei ragazzi esperti di pesca e degli stratagemmi da adottare se si vogliono catturare i pesci, ebbe una intuizione. Doveva preparare una trappola, un'esca per l'assassino, fargli la posta, attenderlo al varco, indirizzarlo verso un nuovo crimine.
Basandosi sull'indizio della macchina nera Matthäi acquistò una stazione di servizio con la speranza che prima o poi l'assassino potesse fermarsi a fare rifornimento. Per completare la trappola prese in casa un'ex prostituta con una figlia, Annamaria, che aveva le stesse caratteristiche di Gritli. Cominciò l'attesa, una lunga attesa, divenuta ormai unica ragione di vita. Un giorno Annamaria tornò a casa con dei cioccolatini, uno degli indizi, e ammise che a darglieli era stato "un mago". Il giorno successivo, Matthäi la seguì di nascosto scoprendo il luogo del bosco dove presumibilmente la bimba attendeva lo sconosciuto. Avvertì la polizia e gli ex colleghi, i quali, sebbene riluttanti, decisero di tendere un tranello al presunto maniaco. Si appostarono per giorni, ma non successe nulla, e deciser di abbandonare l'operazione. Matthäi, in preda a una depressione profonda, si diede all'alcol.
La conclusione inaspettata avvenne molti anni dopo quando il comandante, colui che sta raccontando la storia, venne chiamato al capezzale di una vecchia ormai moribonda. Con riluttanza si era recato dall'anziana donna, immaginando un generoso lascito alla polizia. Ciò che ascoltò fu invece del tutto inatteso. Con candore la donna confessò che l'assassino di diverse bambine, l'ultima era stata Gritli, era suo marito Albertino, soggetto a turbe mentali. Invano aveva cercato di dissuaderlo dal compiere quegli atti, ci aveva provato anche il giorno che era partito con la Buick nera per incontrarsi con Annamaria. Quel giorno, però, era morto in un incidente.
Il comandante, dopo questa rivelazione, raggiunse Matthäi, raccontandogli tutto. Ma ormai l'ex commissario era totalmente preso dalla sua follia e non aveva capito nulla. Ora è ancora là, nella decrepita stazione, ad aspettare.

## Adattamenti

### Cinema
- Il mostro di Mägendorf, film diretto da Ladislao Vajda, 1958
- La promessa, film diretto da Sean Penn, con Jack Nicholson, 2001

### Televisione
- La promessa, sceneggiato televisivo di Alberto Negrin con Rossano Brazzi, 1979

## Edizioni italiane
- La promessa. Un requiem per il romanzo giallo, traduzione di Silvano Daniele, Collezione Le Comete n.4, Milano, Feltrinelli, 17 ottobre 1959,  p. 191. - Collana Nuovi Coralli n.138, Torino, Einaudi, 1975-1981; Collana UEF n.1142, Feltrinelli, 1991-2005, ISBN 978-88-078-1142-5.
- La promessa, traduzione di Donata Berra, Collana Fabula n.350, Milano, Adelphi, 2019, ISBN 978-88-459-3421-6.